# Chung Mong-joon

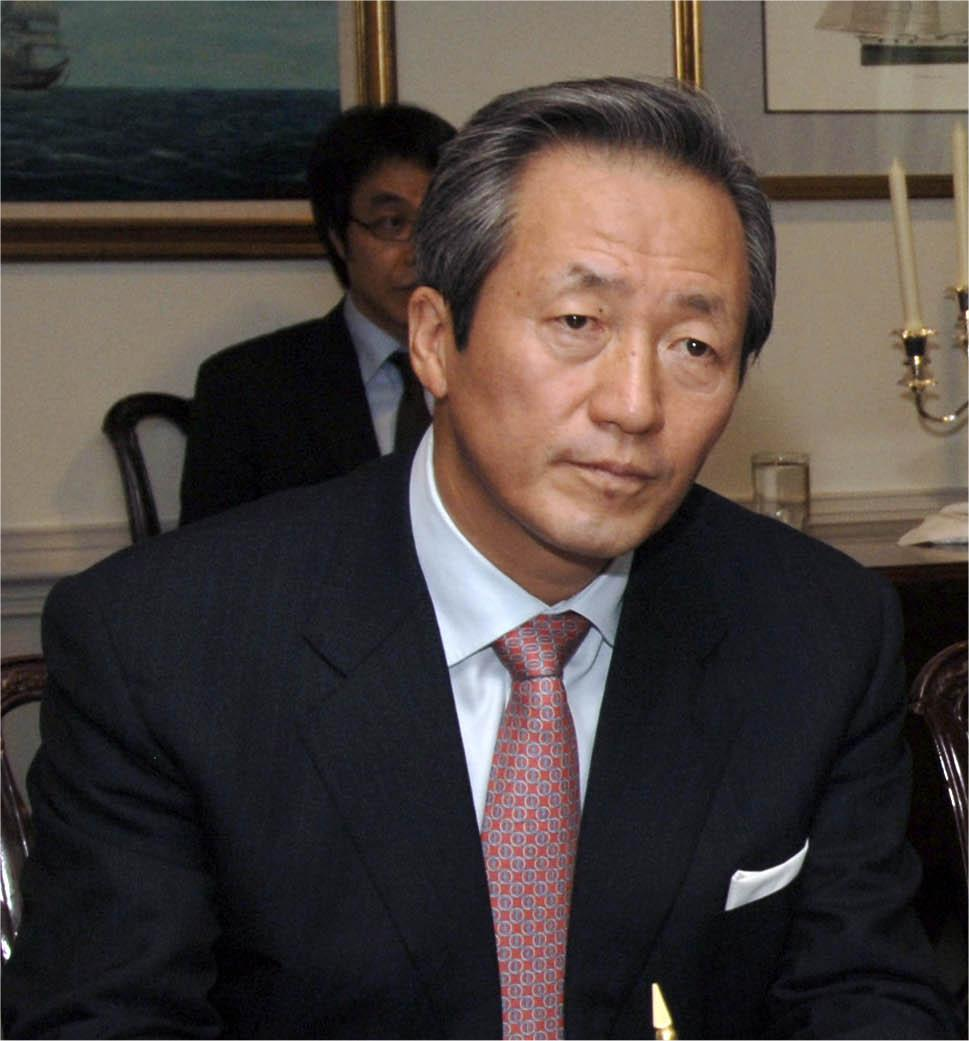
Chung Mong-joon (2008)

Chung Mong-joon (* 17. Oktober 1951 in Busan) ist südkoreanischer Politiker und Fußballfunktionär. Er zählt zu den reichsten Personen Südkoreas.

## Leben
Chung Mong-joon wurde als sechster Sohn des Hyundai-Gründers Chung Ju-yung geboren. Bis 1988 war er in leitender Führung bei Hyundai tätig und stieg nachher in die südkoreanische Politik ein. Seit 1998 sitzt er für die Saenuri-Partei in der Nationalversammlung. 2002 war er Präsidentschaftskandidat, verzichtete aber zugunsten des nachmaligen Präsidenten Roh Moo-hyun auf seine Kandidatur. Während der Fußball-Weltmeisterschaft 2002 in Japan und Südkorea war er Präsident des südkoreanischen Fußballverbandes.
Zum Mitglied des FIFA-Exekutivkomitees wurde er von der Asiatischen Fußball-Konföderation (AFC) zum ersten Mal 1994 gewählt. Er gehörte dem FIFA-Exekutivkomitee im Amt eines FIFA-Vizepräsidenten bis 2011 an. Am AFC-Kongress 2011 verlor er sein Mandat in einer Kampfwahl gegen den jordanischen Prinzen Ali bin al-Hussein.
Im August 2015 erklärte er seine Kandidatur für das Amt des FIFA-Präsidenten als Nachfolger von Sepp Blatter. Er soll aber bereits seit November 2014 unter der Beobachtung der Ethikkommission der FIFA gestanden haben, als ein Brief aus dem Jahr 2010 von ihm bekannt wurde, in dem er eine Zahlung von 777 Millionen US-Dollar an einen Global Football Fund ankündigt, wenn Südkorea die Fußballweltmeisterschaft 2022 erhalte. Dies könnte als Einflussnahme auf die Mitglieder es Exekutivkomitees der FIFA gewertet werden, wurde von dem Vorsitzenden der Ethikkommission Hans-Joachim Eckert geurteilt. Offiziell eröffnet wurde das Verfahren gegen Chung im Januar 2015. Chung selbst sieht es allerdings so, dass die Ethikkommission erst durch seine Kandidaturankündigung auf ihn aufmerksam wurde und sieht dies als Versuch einer Verhinderung seiner Kandidatur. Am 8. Oktober 2015 sperrte die FIFA-Ethikkommission Chung wegen Verstoßes gegen Artikel vier des FIFA-Ethikkodex für sechs Jahre von allen fußballbezogenen Tätigkeiten und auferlegte ihm eine Geldbuße von 100.000 Schweizer Franken.